# سليمان حمد
سليمان حمد (19 مايو 1994) هو لاعب جودو سعودي. نافس بطولة الجودو ضمن دورة الألعاب الأولمبية الصيفية 2016 في وزن 66 كجم للرجال، ولقد خسر في الجولة الثانية أمام لاعب الجودو المنغولي تيمور خولج دافادورج. وكان حامل علم المملكة العربية السعودية في مسيرات الدول.

## روابط خارجية
- سليمان حمد على موقع الفيدرالية الدولية للجودو (الإنجليزية)
- سليمان حمد على موقع JudoInside.com (الإنجليزية)
- سليمان حمد على موقع اللجنة الأولمبية الدولية (الإنجليزية)
- سليمان حمد على موقع أوليمبيديا (الإنجليزية)